# Schwartziella dalli
Schwartziella dalli är en snäckart som först beskrevs av Bartsch 1915.  Schwartziella dalli ingår i släktet Schwartziella och familjen Rissoidae. Inga underarter finns listade i Catalogue of Life.